# Eocalypogeia
Eocalypogeia là một chi rêu trong họ Calypogeiaceae.